# Schwefelwerk

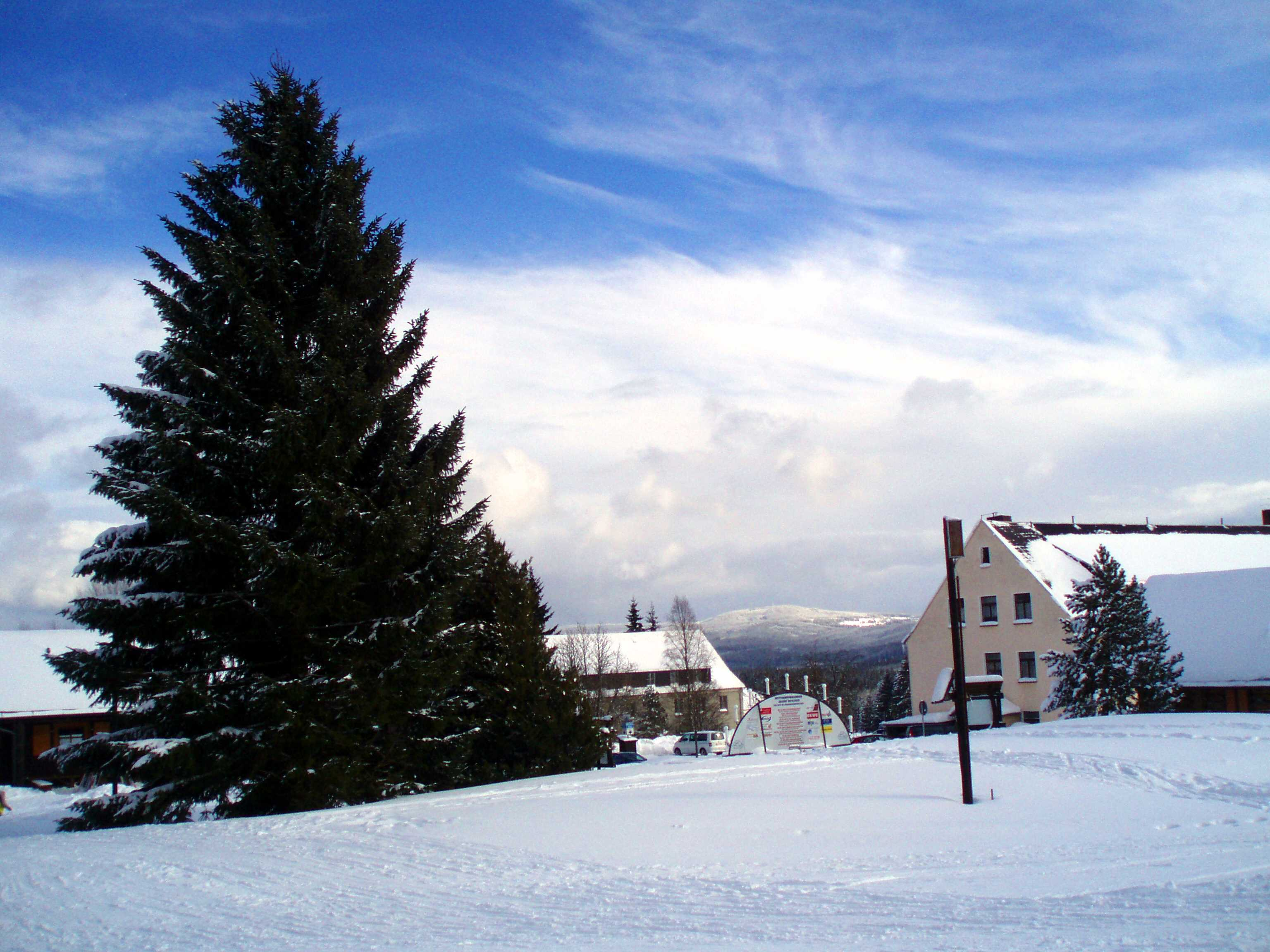
Schwefelwerk mit Blick zum Plattenberg

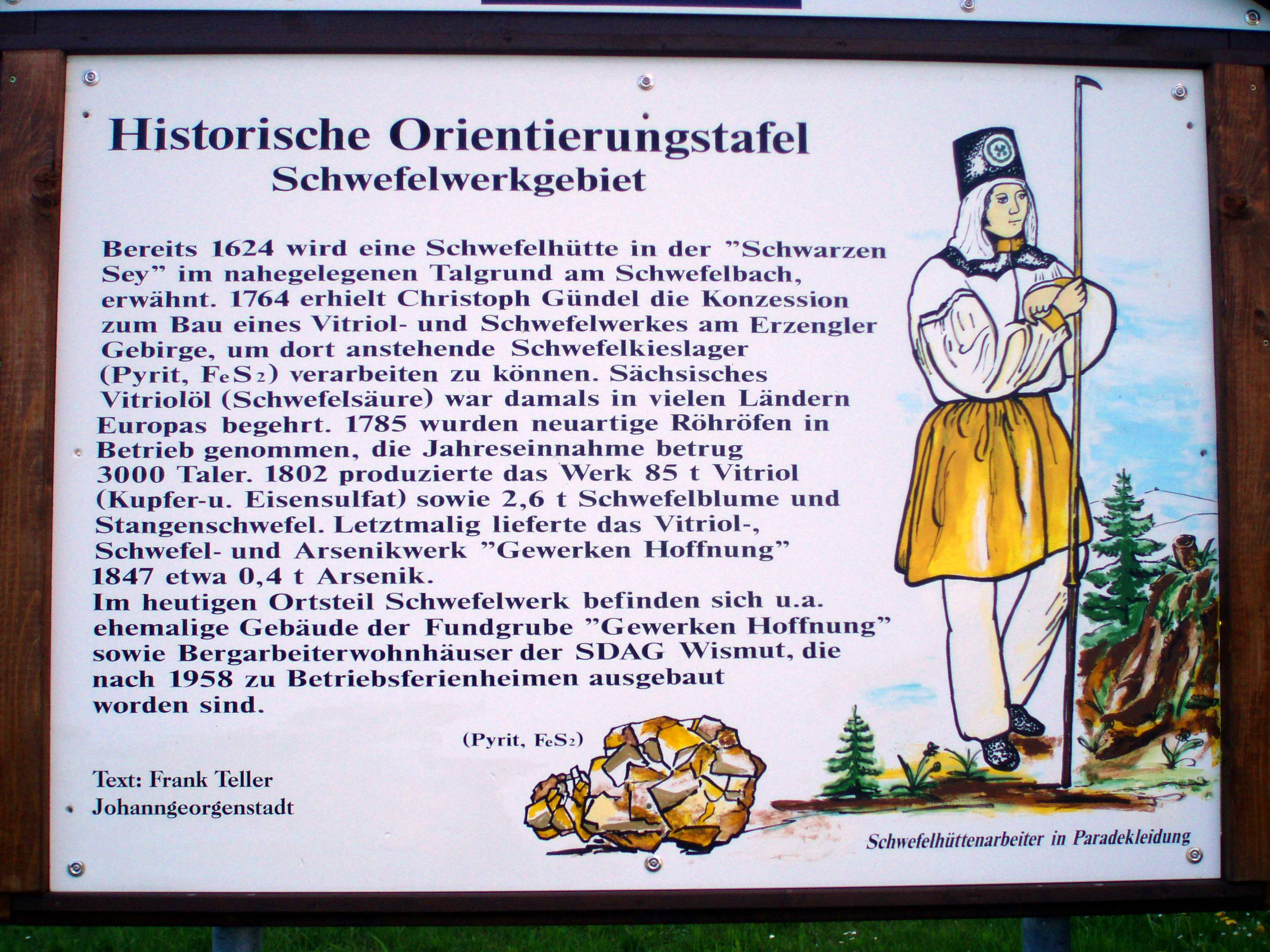
Erläuterungstafel mit Text von Frank Teller

Schwefelwerk ist ein Ortsteil von Johanngeorgenstadt im Erzgebirgskreis des Freistaates Sachsen. Er liegt im Westen der Gemeinde am Erzengler Gebirge.

## Geschichte
Der nur wenige Häuser umfassende Ortsteil geht zurück auf ein Werk am Erzengelweg (heute heißt dessen unteres Teilstück  Schwefelwerkstraße), das Vitriol, Schwefel und Arsen produzierte. 
Bereits 1677 wurde dem Handelsmann Christian Schmidt aus Johanngeorgenstadt ein Schwefel- und Vitriolwerk verliehen.
Ein späteres Schwefelwerk wurde von Christoph Gündel nach der am 18. Juli 1764 erfolgten kurfürstlicher Konzessionserteilung errichtet und wurde bis 1847 betrieben. Es verarbeitete Erze der nahe gelegenen Gewerken Hoffnung Fundgrube am Schwefelbach, die zu diesem Zeitpunkt auf mehreren, bis zu zwei Meter mächtigen Schwefel- und Arsenkies-Lagern baute. Die Bezeichnung lautete daher auch Gewerken-Hoffnung-Schwefel- und Vitriolhütte. 1785 wurde im Schwefelwerk unter dem Schwefel- und Vitriolmeister Christian Sigismund Becher (1733–1792) ein Ungarischer Schmelzofen und ein sogenannter Röhr-Schmelzofen in Betrieb genommen. 
August Heinrich Gruner erwarb 1824 auf eine Forderung von 4000 Talern gegen den Kaufmann Friedrich Nicolai aus Schneeberg das Vitriol- und Schwefelwerk Gewerken Hoffnung, das er wieder aufnahm und mit großem Verlust betrieb. 1828 verkaufte er es einschließlich der zugehörigen Fundgrube für die gleiche Summe an seine vier Kinder Amalie Augusta Priem in Wildenthal, Eduard Emil Gruner in Leipzig, Liddy Emilie Gruner und Milka Nathalia Gruner.
Für das Jahr 1802 liegen folgende Produktionszahlen vor: 85 t Vitriol und 2,6 t Schwefel. Jahreseinnahme: ca. 3000 Taler. 1847 wurden letztmals 0,4 t Arsenik produziert.
Nachfolgend verlagerte sich der Abbau der Gewerken Hoffnung Fundgrube auf Wismut. Die Grube wurde im August 1911 mit Vereinigt Feld im Fastenberg konsolidiert.
Die erste Schwefelhütte im Umkreis wurde im Jahre 1624 an der Schwarzen Seye errichtet, an der es auch eine Schwefelzeche gab. Diese Schwefelhütte war jedoch nur kurze Zeit in Betrieb und wird 1664 bei der Stadtrevier Berainung als alte Schwefelhütte bezeichnet.
Noch bis 1937 bestand der Siedlung nur aus den Gebäuden des ehemaligen Schwefelwerkes. In den 1950er Jahren wurden durch die Wismut weitere Häuser gebaut, die als Massenunterkünfte für die Wismut-Beschäftigten dienten. Nach dem Niedergang des Wismutbergbaus und dem damit einhergehenden Bevölkerungsrückgang Ende der 1950er Jahre wurden die Gebäude als Jugend- und Ferienheime weitergenutzt und seit der Wende für den Tourismus.
Hier befindet sich der Endpunkt der Kammloipe. Westlich von Schwefelwerk verlief der Erzengler Kunstgraben.